# Xylocopa chrysopoda
Xylocopa chrysopoda är en biart som beskrevs av Carlos Schrottky 1902. Xylocopa chrysopoda ingår i släktet snickarbin, och familjen långtungebin. Inga underarter finns listade i Catalogue of Life.